# Isoscelipteron formosense
Isoscelipteron formosense är en insektsart som först beskrevs av Krüger 1922.  Isoscelipteron formosense ingår i släktet Isoscelipteron och familjen Berothidae. Inga underarter finns listade i Catalogue of Life.